# L'oca del Cairo
L'oca del Cairo (K 422) è un'opera lirica di Wolfgang Amadeus Mozart del 1783, rimasta incompiuta.

## Storia
Dopo aver passato alcuni mesi a Salisburgo nell'estate del 1783 Mozart, deluso dalla fredda accoglienza del padre e della sorella, lasciò definitivamente la città e, dopo aver soggiornato a Linz, raggiunse Vienna con la moglie Costanze. All'epoca la sua notorietà era legata soprattutto alle sue esecuzioni pianistiche, ma l'opera lirica continuava a essere per lui una grande passione.
Dopo il successo de Il ratto dal serraglio, a causa della reazione dei compositori italiani, quali Cimarosa e Paisiello, Mozart fu indotto a scrivere un'opera italiana dietro invito del conte viennese Orsini-Rosenberg, sovrintendente dei teatri di Vienna, che gli chiese una nuova opera buffa che rispecchiasse i tratti della comicità italiana. Dalle lettere inviate al padre Leopold risulta che il musicista dovette cercare a lungo un testo adatto, esaminando un gran numero di libretti; egli scrisse quindi al padre chiedendogli di interpellare l'abate Gianbattista Varesco, il librettista dell'Idomeneo, che gli inviò subito un canovaccio di opera buffa; non trovando nulla di meglio, iniziò a musicare, nel luglio del 1783, senza alcuna commissione, questo libretto di argomento comico, L'oca del Cairo, una "turcheria" sconclusionata che Mozart abbandonò dopo la composizione del primo atto nell'ottobre successivo.
L'opera non venne più completata; il musicista scrisse i due duetti, le due arie, un quartetto e l'ampio finale del solo primo atto della durata complessiva di 45 minuti. Il motivo più probabile per cui Mozart non continuò la stesura de L'oca del Cairo, oltre alla delusione per la pochezza del libretto, è anche perché, non avendo commissione, non aveva abbastanza soldi per realizzare il progetto.
Una prima esecuzione, in forma di concerto insieme ad altre arie, si ebbe solo nel 1860 a Francoforte. La prima rappresentazione fu invece l'8 giugno 1867 a Parigi al Théâtre des Fantaisies-Parisiennes.

## Trama
Don Pippo, marchese di Ripasecca, ha rinchiuso in una torre la sua unica figlia Celidora promessa sposa del conte Lionetto; la giovane è però innamorata di Biondello, ricco gentiluomo che è sceso a patti con Don Pippo: se il giovane riuscirà a liberare Celidora nell'arco di un anno i due potranno sposarsi. Nella torre è rinchiusa anche Lavinia, amica di Celidora, che è innamorata di Calandrino, amico di Biondello. Il marchese però si è invaghito di Lavinia e vorrebbe sposarla dal momento che la legittima moglie, Donna Pantea, è ritenuta morta. Allo scadere dell'anno prestabilito, dopo molte vicissitudini, Biondello riesce a entrare nel giardino e a penetrare nella torre nascosto dentro una grande oca meccanica alla cui guida vi è Donna Pantea; Don Pippo scopre così che la consorte è viva e vegeta e accetta la cosa, quindi permette anche alle due coppie di giovani di sposarsi.

## Organico
Due oboi, due fagotti, due corni, archi.